# نتردن
نتردن (به هلندی: Netterden) یک منطقهٔ مسکونی در هلند است که در آده ایسل‌استریک واقع شده‌است. نتردن ۴۷۱ نفر جمعیت دارد.